# Котельский район
Котельский район — административно-территориальная единица в составе Ленинградской области, существовавшая с 1927 по 1931 годы.
Административный центр — село Котлы.
Площадь территории — 1248 км². Население — 24 872 чел. (1926 год).

## Образование района
Котельский район образован 1 августа 1927 года одновременно с образованием Ленинградской области. В состав района были включены следующие административные единицы:
а) из Кингисеппского уезда:
- Котельская волость — полностью (18 сельсоветов, за исключением посёлка Н. Стеклянный, переданного в состав Кингисеппского района);
- Сойкинская волость — полностью (9 сельсоветов);
- из Наровской волости — Липовский, Курголовский, Конновский, Кирьямский, Кракольский, Островский и Песковский сельсоветы;

б) из Троцкого уезда:
- Арболовский сельсовет Копорской волости (т. н. Арболовский клин)[2].

Первоначально Котельский район был включён в состав Ленинградского округа. После ликвидации округов (постановление ЦИК и СНК СССР от 23 июля 1930 года) район был подчинён непосредственно областным органам.

## Административное деление
На момент образования в состав района входили 35 сельсоветов. Однако уже в 1928 году сеть сельсоветов района подверглись укрупнению, в результате чего количество их сократилось до 17:
| Сельсовет              | Административный центр | Число населённых пунктов |
| ---------------------- | ---------------------- | ------------------------ |
| Большеруддиловский     | д. Войносолово         | 14                       |
| Вассакарский           | д. Вассакара           | 12                       |
| Великинский            | д. Великино            | 13                       |
| Велькотский            | д. Удосолово           | 7                        |
| Горковский             | д. Логи                | 9                        |
| Кайболовский           | д. Кайболово           | 12                       |
| Конновский (финский)   | д. Конново             | 10                       |
| Корветинский           | д. Каравай             | 9                        |
| Косколовский           | д. Косколово I         | 8                        |
| Котельский             | совхоз «Котлы»         | 15                       |
| Кракольский            | с. Краколье I          | 22                       |
| Курголовский (финский) | д. Курголово           | 9                        |
| Ловколовский           | д. Ловколово           | 5                        |
| Райковский             | д. Большое Райково     | 10                       |
| Ратчинский             | д. Ратчино             | 7                        |
| Сойкинский (ижорский)  | д. Наволок             | 19                       |
| Стремленский           | д. Малое Стремление    | 9                        |

## Население
В 1927 году районе проживали 24 872 человека из них:
- русские — 12 631 чел.
- финны — 2785 чел.
- эстонцы — 859 чел.
- ижора — 7609 чел.
- водь — 694 чел.[3]

## Упразднение района
Район был упразднён постановлением Президиума ВЦИК от 20 сентября 1931 года, его территория передана в состав Кингисеппского района.